# جوزپه سارونی
جوزپه سارونی (زاده ۲۲ سپتامبر ۱۹۵۷) رکابزن حرفه‌ای سابق ایتالیایی است که در رشتهٔ دوچرخه‌سواری جاده فعالیت می‌کرد. او توانست در سال‌های ۱۹۷۹ و ۱۹۸۳ برندهٔ جیرو دیتالیا شود. همچنین در سال ۱۹۸۲ مدال طلای مسابقات قهرمانی جهان را به دست آورد.

## فعالیت حرفه‌ای
جوزپه سارونی در نووارا در پیمونت زاده شد و در سال ۱۹۷۷ حرفه‌ای شد. او تا سال ۱۹۸۹ مسابقه داد و در ۱۹۳ مسابقه پیروز شد. در ایتالیا رقابت مشهوری با فرانچسکو موزر داشت که مشابه رقابت آلفردو بیندا و لئارکو گوئرا در اواخر دهه ۱۹۲۰ و نیز رقابت فائوستو کوپی و جینو بارتالی در سال‌های نزدیک جنگ جهانی دوم بود. در دوران آماتور خود، در مسابقه تعقیبی تیمی المپیک تابستانی ۱۹۷۶ شرکت کرد.
در سال ۱۹۷۸ سارونی برنده سه مرحله جیرو دیتالیا شد. در مجموع ۲۴ مرحله جیرو را فتح کرد و دو بار در سال‌های ۱۹۷۹ و ۱۹۸۳ قهرمان آن شد.
در سال ۱۹۸۲ با شکست گرگ لوموند آمریکایی برنده مسابقات قهرمانی جهان در گودوود انگلستان شد. در سال پیش از آن نیز پس از فردی مرتنس بلژیکی مدال نقره را به گردن آویخته بود. سارونی در سال ۱۹۸۲ فاتح تور لمباردی نیز شد.
در آغاز سال ۱۹۸۳ پس از سه دومی پیاپی، در مسابقه میلان–سانرمو برنده شد و دوباره توانایی خود در مسابقات سرعتی را نشان داد. این پیروزی آخرین پیروزی سارونی در کلاسیک‌های بزرگ بود.
در حال حاضر سارونی سرمربی تیم دوچرخه سواری لامپره است.